# Галицький організаційний комітет КП(б)У
Галицький організаційний комітет КП(б)У 1920 (Галоргком) — координуючий орган комуністичних організацій Східної Галичини і Буковини. Сформований на партійній конференції 23–24 квітня у Києві. Входили: Ф. Кон (голова), М. Баран, Ф. Палащук (Конар), М. Левицький, І. Немоловський, В. Порайко, О. Паліїв, Б. Скарбек, О. Устиянович (на правах чл.), Т. Іванчук, М. Козоріс (кандидат у чл.). Співпрацював із ЦК РКП(б)), ЦК КП(б)У, Південним бюро Комінтерну (див. Інтернаціонал III), Польським і Галицьким ревкомами, ЦК Комуністичної партії Східної Галичини (КПСГ), губкомами та наркоматами УСРР, реввійськрадами фронтів. 
Брав участь у реорганізації Червоної Української Галицької армії, агітаційній роботі серед полонених галичан у таборах (Харків, Кожухов (під Москвою), Ярославль, Архангельськ), видавав журнал «Галицький комуніст». 3 серпня 1920 рішенням політбюро ЦК КП(б)У Галоргком був об'єднаний з нелегальним ЦК КПСГ в єдиний орган — ЦК КПСГ.